# Zingha franciscus
Zingha franciscus är en fjärilsart som beskrevs av Brown och Holzinger 1973. Zingha franciscus ingår i släktet Zingha och familjen praktfjärilar. Inga underarter finns listade i Catalogue of Life.